# Josip Skoko
Josip Skoko, född 10 december 1975 i Mount Gambier, Australien, är en australisk fotbollsspelare av kroatiskt påbrå. Han slutade efter säsongen 2010/2011 i Melbourne Heart FC.

## Klubbkarriär
Skoko flyttade som nittonåring till HNK Hajduk Split i Kroatien där han spelade i fyra säsonger. Klubben slutade tvåa ligan under tre av de fyra åren han spelade där. Därefter flyttade han till Belgien och KRC Genk. Under hans fyra år i Genk vann klubben ligan en gång och cupen en gång. Efter det flyttade Skoko till Gençlerbirligi SK i Turkiet där han stannade i två säsonger.
Inför säsongen 2005/2006 flyttade Skoko till England och Wigan Athletic FC som då var nykomlingar i Premier League. Han fick inte så mycket speltid i början av den första säsongen och lånades under våren 2006 ut till Stoke City FC. Säsongen därpå tog Skoko en ordinarie plats på Wigans mittfält. Året därpå gick dock tyngre och när Skoko inte fick förnyat uppehållstillstånd på grund av att han slutade spela i landslaget så fick han återigen flytta.
Han valde då att flytta tillbaka till HNK Hajduk Split där han hade påbörjat sin europeiska proffskarriär. Under våren 2010 blev det klart att Skoko flyttar tillbaka till Australien och till den nybildade klubben Melbourne Heart FC i den australiensiska proffsligan A-League.

## Landslagskarriär
Skoko debuterade i det australiensiska landslaget 1997 mot Makedonien. Han spelade sedan tio år i landslaget tills han slutade i landslaget 2007.
Skoko var med i den australiensiska VM-truppen 2006, men han spelade inte i någon av de fyra matcherna som Australien spelade.